# Giovanni Gavazzeni
Giovanni Gavazzeni, né le 13 septembre 1841 à Talamona en Lombardie et décédé le 29 novembre 1907, est un peintre italien.

## Biographie
Né en 1841 à Talamona, Giovanni Gavazzeni étudie à l'Académie Carrara à Bergame sous la direction de Scuri. De retour dans sa région natale, il réalise d'importants travaux pour le comte Paolo Paravicini di Morbegno.
Il réalise des peintures religieuses en Lombardie : une Vierge Marie avec des âmes célestes pour la chapelle du cimetière de Delebio ; des fresques pour l'église de Caspoggio ; une Sainte Famille pour l'église paroissiale de Villa di Tirano, ainsi qu'une Assomption de la Vierge pour la voûte et La Mort de saint Joseph dans une chapelle à la collégiale de Sondrio.